# Futsal-Europameisterschaft 2022
Die  Futsal-Europameisterschaft 2022 (auch als UEFA Futsal Euro 2022 bezeichnet) fand vom 19. Januar bis zum 6. Februar 2022 in den Niederlanden statt und war die 12. Ausspielung der europäischen Kontinentalmeisterschaft für Futsal-Nationalmannschaften der Männer unter der Organisation der UEFA.
Es handelte sich dabei um die erste Austragung im neuen Vierjahresrhythmus, vorher fand das Turnier alle zwei Jahre statt. Zudem waren erstmals 16 Nationalmannschaften zum Endturnier zugelassen, vier mehr als bei der vorherigen Ausgabe.

## Vergabe
Die europäischen Fußballverbände hatten bis zum 31. Januar 2019 Zeit, ihr Interesse an einer Austragung zu bekunden. Ursprünglich hatten sieben Mitgliedsverbände eine Bewerbung erwogen, ein offizielles Bewerbungsbuch gaben schließlich drei Länder ab. Auf der Sitzung des UEFA-Exekutivkomitees in Ljubljana am 24. September 2019 erhielt die Bewerbung des Niederländischen Fußballverbandes mit den Städten Amsterdam und Groningen den Zuschlag. Ebenfalls um die Ausrichtung beworben hatten sich der Portugiesische Fußballverband mit Lissabon und Porto sowie Frankreich mit Lille und Orchies.

## Spielorte
Das Turnier wurde in zwei Hallen ausgetragen, Eröffnungsspiel und Finale fanden im Ziggo Dome in Amsterdam statt:
| Amsterdam |

| Groningen |

| Amsterdam |

| Groningen |

## Qualifikation
Insgesamt meldeten 50 Verbände für den Wettbewerb, so viele wie nie zuvor. Gastgeber Niederlande war automatisch qualifiziert, die übrigen Teams spielen in mehreren Qualifikationsrunden die übrigen 15 Teilnehmer aus. Die 33 Teams, die nicht an der Eliterunde der Futsal-Weltmeisterschaft 2020 teilgenommen hatten, ermittelten in Mini-Turnieren die neun Gruppensieger, die direkt in die Gruppenphase der Qualifikation einzogen. Die neun Gruppenzweiten und fünf Gruppendritten bestritten eine Play-off-Runde mit Hin- und Rückspiel, die sieben Sieger nahmen ebenfalls an der Gruppenphase der Qualifikationsrunde teil. Dort stiegen die 16 Teams, die an der Eliterunde der Futsal-WM teilgenommen hatten, ebenfalls in den Wettbewerb ein. Aus acht Vierergruppen qualifizierten sich die Gruppensieger und sechs besten Gruppenzweiten für die Endrunde. Die verbleibenden Gruppenzweiten ermitteln in Hin- und Rückspiel den letzten Teilnehmer.
Deutschland spielte gemeinsam mit den erstmals teilnehmenden Österreichern in Gruppe F der ersten Qualifikationsphase. Während Österreich ausschied, konnte sich Deutschland – ebenso wie die Schweiz in Gruppe A – für die erste Play-off-Phase qualifizieren. Dort wurden beide Mannschaften gegeneinander gelost, die Schweiz setzte sich aufgrund der Auswärtstorregel schließlich durch, scheiterte aber ihrerseits in der nächsten Qualifikationsrunde als Letzte der Gruppe 6 an Spanien und Slowenien. Der Liechtensteiner Fußballverband hatte wie in den Jahren zuvor auf eine Meldung verzichtet.

## Teilnehmer
Erstmalig wird die Europameisterschaft mit 16 Mannschaften ausgetragen. Folgende Mannschaften – darunter vier erstmalige Teilnehmer – qualifizierten sich:
| Mannschaft          | Qualifiziert als    | Qualifikationsdatum | Bisherige Futsal-EM-Teilnahmen1                                       |
| ------------------- | ------------------- | ------------------- | --------------------------------------------------------------------- |
| Niederlande         | Gastgeber           | 24. Sep. 2019       | 5 (1996, 1999, 2001, 2005, 2014)                                      |
| Kroatien            | Sieger Gruppe 1     | 9. März 2021        | 5 (1999, 2001, 2012, 2014, 2016)                                      |
| Russland            | Sieger Gruppe 2     | 9. März 2021        | 11 (1996, 1999, 2001, 2003, 2005, 2007, 2010, 2012, 2014, 2016, 2018) |
| Aserbaidschan       | Sieger Gruppe 3     | 9. März 2021        | 5 (2010, 2012, 2014, 2016, 2018)                                      |
| Bosnien-Herzegowina | Sieger Gruppe 4     | 10. März 2021       | keine                                                                 |
| Kasachstan          | Sieger Gruppe 5     | 6. Apr. 2021        | 2 (2016, 2018)                                                        |
| Spanien             | Sieger Gruppe 6     | 9. März 2021        | 11 (1996, 1999, 2001, 2003, 2005, 2007, 2010, 2012, 2014, 2016, 2018) |
| Italien             | Sieger Gruppe 7     | 9. März 2021        | 11 (1996, 1999, 2001, 2003, 2005, 2007, 2010, 2012, 2014, 2016, 2018) |
| Portugal            | Sieger Gruppe 8     | 12. Apr. 2021       | 9 (1999, 2003, 2005, 2007, 2010, 2012, 2014, 2016, 2018)              |
| Georgien            | Beste Gruppenzweite | 9. Apr. 2021        | keine                                                                 |
| Slowenien           | Beste Gruppenzweite | 12. Apr. 2021       | 6 (2003, 2010, 2012, 2014, 2016, 2018)                                |
| Finnland            | Beste Gruppenzweite | 13. Apr. 2021       | keine                                                                 |
| Slowakei            | Beste Gruppenzweite | 13. Apr. 2021       | keine                                                                 |
| Polen               | Beste Gruppenzweite | 14. Apr. 2021       | 2 (2001, 2018)                                                        |
| Ukraine             | Beste Gruppenzweite | 14. Apr. 2021       | 10 (1996, 2001, 2003, 2005, 2007, 2010, 2012, 2014, 2016, 2018)       |
| Serbien             | Play-off            | 17. Nov. 2021       | 6 (1999, 2007, 2010, 2012, 2016, 2018)                                |

1 Gewinner im entsprechenden Jahr sind Fett markiert, Ausrichter Kursiv.

### Auslosung
Die Auslosung der Endrundengruppen fand am 18. Oktober 2021 auf dem KNVB-Campus in Zeist statt. Die teilnehmenden Teams wurden dabei anhand ihres UEFA-Futsalkoeffizienten in vier Lostöpfe aufgeteilt. Für den zu diesem Zeitpunkt noch ausstehenden Sieger des Play-off-Spiels zwischen Serbien und Belarus wurde der Koeffizient der besser platzierten Mannschaft (Serbien) zu Grunde gelegt und eine Einordnung in Lostopf 2 vorgenommen. Jeder Gruppe wurde eine Mannschaft pro Topf zugelost. Die Niederlande befand sich im vierten Topf, wurde jedoch als Gastgeber direkt als Gruppenkopf der Gruppe A gesetzt. Aufgrund einer Entscheidung des UEFA-Dringlichkeitsausschusses konnten Russland und Ukraine nicht in eine Gruppe gelost werden.
| Lostopf 1                                               | Lostopf 2                              | Lostopf 3                                   | Lostopf 4                                          |
| ------------------------------------------------------- | -------------------------------------- | ------------------------------------------- | -------------------------------------------------- |
| Spanien Russland Portugal (Titelverteidiger) Kasachstan | Kroatien Aserbaidschan Serbien Italien | Ukraine Slowenien Bosnien-Herzegowina Polen | Finnland Slowakei Georgien Niederlande (Gastgeber) |

## Vorrunde
Die Gruppensieger und Gruppenzweiten qualifizieren sich für das Viertelfinale. Sollten nach Abschluss aller Gruppenspiele zwei oder mehr Mannschaften punktgleich sein, gelten folgende Regeln zur Ermittlung der genauen Platzierung:
1. Höhere Anzahl an Punkten in Direktbegegnungen der punktgleichen Mannschaften
2. Bessere Tordifferenz in Direktbegegnungen der Mannschaften
3. Höhere Anzahl erzielte Tore in Direktbegegnungen der Mannschaften
4. Wenn mehr als zwei Mannschaften punktgleich sind, werden die Kriterien 1–3 ausschließlich auf die punktgleichen Teams angewandt. Sollte danach immer noch bei zwei oder mehr Teams Gleichstand herrschen, entscheidet:
5. die bessere Tordifferenz aus allen Gruppenspielen
6. die höhere Anzahl erzielter Tore aus allen Gruppenspielen
7. Sollten am letzten Spieltag zwei Teams mit gleicher Punktzahl aufeinandertreffen und am Ende der Begegnung nach Anwendungen der Kriterien 1–6 immer noch Gleichstand herrschen, entscheidet ein Sechsmeterschießen über die Platzierung. Diese Regelung findet keine Anwendung, wenn zwischen mehr als zwei Mannschaften Gleichstand herrscht oder ihre Platzierung nicht maßgeblich für den Einzug in die nächste Runde ist
8. Geringere Anzahl Punkte in der UEFA-Disziplinarwertung (Rote Karte = 3 Punkte, Gelbe Karte = 1 Punkt, Gelb-Rote Karte = 3 Punkte (enthält beide Gelbe Karten))
9. UEFA-Koeffizientenranking für Futsalnationalmannschaften zum Zeitpunkt der Endrundenauslosung

### Gruppe A
| Pl. | Land        | Sp. | S | U | N | Tore    | Diff. | Punkte |
| --- | ----------- | --- | - | - | - | ------- | ----- | ------ |
| 1. | Portugal    | 3   | 3 | 0 | 0 | 009:300 | +6    | 09     |
| 2. | Ukraine     | 3   | 1 | 0 | 2 | 008:500 | +3    | 03     |
| 3. | Niederlande | 3   | 1 | 0 | 2 | 006:900 | −3    | 03     |
| 4. | Serbien     | 3   | 1 | 0 | 2 | 006:120 | −6    | 03     |
| Für die Platzierung war die Tordifferenz im direkten Vergleich ausschlaggebend (Ukraine +4, Niederlande 0, Serbien -4). |             |     |   |   |   |         |       |        |

|                                              |   |             |           |
| Mi., 19. Januar 2022, 17:30 Uhr in Amsterdam |   |             |           |
| Serbien                                      | – | Portugal    | 2:4 (2:2) |
| Mi., 19. Januar 2022, 20:30 Uhr in Amsterdam |   |             |           |
| Niederlande                                  | – | Ukraine     | 3:2 (0:1) |
| So., 23. Januar 2022, 14:30 Uhr in Amsterdam |   |             |           |
| Serbien                                      | – | Ukraine     | 1:6 (0:4) |
| So., 23. Januar 2022, 17:30 Uhr in Amsterdam |   |             |           |
| Portugal                                     | – | Niederlande | 4:1 (2:0) |
| Fr., 28. Januar 2022, 20:30 Uhr in Amsterdam |   |             |           |
| Niederlande                                  | – | Serbien     | 2:3 (1:0) |
| Fr., 28. Januar 2022, 20:30 Uhr in Groningen |   |             |           |
| Ukraine                                      | – | Portugal    | 0:1 (0:0) |

### Gruppe B
| Pl.                                                                                | Land       | Sp. | S | U | N | Tore    | Diff. | Punkte |
| ---------------------------------------------------------------------------------- | ---------- | --- | - | - | - | ------- | ----- | ------ |
| 1.                                                                                 | Kasachstan | 3   | 2 | 1 | 0 | 014:700 | +7    | 07     |
| 2.                                                                                 | Finnland   | 3   | 1 | 1 | 1 | 007:100 | −3    | 04     |
| 3.                                                                                 | Slowenien  | 3   | 0 | 2 | 1 | 007:800 | −1    | 02     |
| 4.                                                                                 | Italien    | 3   | 0 | 2 | 1 | 006:900 | −3    | 02     |
| Slowenien vor Italien aufgrund der besseren Tordifferenz aus allen Gruppenspielen. |            |     |   |   |   |         |       |        |

|                                              |   |            |           |
| Do., 20. Januar 2022, 17:30 Uhr in Groningen |   |            |           |
| Kasachstan                                   | – | Slowenien  | 4:4 (1:1) |
| Do., 20. Januar 2022, 20:30 Uhr in Groningen |   |            |           |
| Italien                                      | – | Finnland   | 3:3 (1:1) |
| Mo., 24. Januar 2022, 17:30 Uhr in Groningen |   |            |           |
| Italien                                      | – | Slowenien  | 2:2 (1:1) |
| Mo., 24. Januar 2022, 20:30 Uhr in Groningen |   |            |           |
| Finnland                                     | – | Kasachstan | 2:6 (1:1) |
| Fr., 28. Januar 2022, 17:30 Uhr in Groningen |   |            |           |
| Kasachstan                                   | – | Italien    | 4:1 (2:1) |
| Fr., 28. Januar 2022, 17:30 Uhr in Amsterdam |   |            |           |
| Slowenien                                    | – | Finnland   | 1:2 (0:0) |

### Gruppe C
| Pl. | Land     | Sp. | S | U | N | Tore    | Diff. | Punkte |
| --- | -------- | --- | - | - | - | ------- | ----- | ------ |
| 1.  | Russland | 3   | 3 | 0 | 0 | 016:200 | +14   | 09     |
| 2.  | Slowakei | 3   | 1 | 1 | 1 | 008:120 | −4    | 04     |
| 3.  | Kroatien | 3   | 1 | 0 | 2 | 006:100 | −4    | 03     |
| 4.  | Polen    | 3   | 0 | 1 | 2 | 004:100 | −6    | 01     |

|                                              |   |          |           |
| Fr., 21. Januar 2022, 17:30 Uhr in Amsterdam |   |          |           |
| Russland                                     | – | Slowakei | 7:1 (2:1) |
| Fr., 21. Januar 2022, 20:30 Uhr in Amsterdam |   |          |           |
| Polen                                        | – | Kroatien | 1:3 (1:3) |
| Di., 25. Januar 2022, 17:30 Uhr in Amsterdam |   |          |           |
| Kroatien                                     | – | Russland | 0:4 (0:3) |
| Di., 25. Januar 2022, 20:30 Uhr in Amsterdam |   |          |           |
| Polen                                        | – | Slowakei | 2:2 (1:0) |
| Sa., 29. Januar 2022, 14:30 Uhr in Amsterdam |   |          |           |
| Russland                                     | – | Polen    | 5:1 (2:1) |
| Sa., 29. Januar 2022, 14:30 Uhr in Groningen |   |          |           |
| Slowakei                                     | – | Kroatien | 5:3 (2:1) |

### Gruppe D
| Pl. | Land                | Sp. | S | U | N | Tore    | Diff. | Punkte |
| --- | ------------------- | --- | - | - | - | ------- | ----- | ------ |
| 1.  | Spanien             | 3   | 2 | 1 | 0 | 015:300 | +12   | 07     |
| 2.  | Georgien            | 3   | 2 | 0 | 1 | 005:110 | −6    | 06     |
| 3.  | Aserbaidschan       | 3   | 1 | 1 | 1 | 008:700 | +1    | 04     |
| 4.  | Bosnien-Herzegowina | 3   | 0 | 0 | 3 | 004:110 | −7    | 0      |

|                                              |   |                     |           |
| Sa., 22. Januar 2022, 14:30 Uhr in Groningen |   |                     |           |
| Georgien                                     | – | Aserbaidschan       | 3:2 (1:2) |
| Sa., 22. Januar 2022, 17:30 Uhr in Groningen |   |                     |           |
| Spanien                                      | – | Bosnien-Herzegowina | 5:1 (3:1) |
| Mi., 26. Januar 2022, 17:30 Uhr in Groningen |   |                     |           |
| Bosnien-Herzegowina                          | – | Georgien            | 1:2 (1:0) |
| Mi., 26. Januar 2022, 20:30 Uhr in Groningen |   |                     |           |
| Spanien                                      | – | Aserbaidschan       | 2:2 (1:2) |
| Sa., 29. Januar 2022, 17:30 Uhr in Groningen |   |                     |           |
| Georgien                                     | – | Spanien             | 0:8 (0:3) |
| Sa., 29. Januar 2022, 17:30 Uhr in Amsterdam |   |                     |           |
| Aserbaidschan                                | – | Bosnien-Herzegowina | 4:2 (2:1) |

## Finalrunde
Die Spiele der Finalrunde werden im K.-o.-System ausgetragen. Sollte ein Spiel nach Ablauf der regulären Spielzeit unentschieden stehen, schließt sich eine Verlängerung von zweimal 5 Minuten effektiver Spielzeit an. Steht danach immer noch kein Sieger fest, erfolgt ein Sechsmeterschießen. Eine Ausnahme hiervon bildet das Spiel um Platz 3. Steht es hier nach der regulären Spielzeit unentschieden, erfolgt direkt ein Sechsmeterschießen, die Verlängerung entfällt.

### Übersicht
|  | Viertelfinale | Viertelfinale | Viertelfinale |  |  | Halbfinale | Halbfinale | Halbfinale |  |  | Finale           | Finale           | Finale           |
|  |               |               |               |  |  |            |            |            |  |  |                  |                  |                  |
|  | A1            | Portugal      | 3             |  |  |            |            |            |  |  |                  |                  |                  |
|  | B2            | Finnland      | 2             |  |  |            |            |            |  |  |                  |                  |                  |
|  |               |               |               |  |  | A1         | Portugal   | 3          |  |  |                  |                  |                  |
|  |               |               |               |  |  | D1         | Spanien    | 2          |  |  |                  |                  |                  |
|  | D1            | Spanien       | 5             |  |  |            |            |            |  |  |                  |                  |                  |
|  | C2            | Slowakei      | 1             |  |  |            |            |            |  |  |                  |                  |                  |
|  |               |               |               |  |  |            |            |            |  |  | A1               | Portugal         | 4                |
|  |               |               |               |  |  |            |            |            |  |  | C1               | Russland         | 2                |
|  | B1            | Kasachstan    | 3             |  |  |            |            |            |  |  |                  |                  |                  |
|  | A2            | Ukraine       | 5             |  |  |            |            |            |  |  |                  |                  |                  |
|  |               |               |               |  |  | A2         | Ukraine    | 2          |  |  |                  |                  |                  |
|  |               |               |               |  |  | C1         | Russland   | 3          |  |  | Spiel um Platz 3 | Spiel um Platz 3 | Spiel um Platz 3 |
|  | C1            | Russland      | 3             |  |  |            |            |            |  |  | D1               | Spanien          | 4                |
|  | D2            | Georgien      | 1             |  |  |            |            |            |  |  | A2               | Ukraine          | 1                |

### Viertelfinale
|                                              |   |          |           |
| Mo., 31. Januar 2022, 17:00 Uhr in Amsterdam |   |          |           |
| Portugal                                     | – | Finnland | 3:2 (2:1) |
| Mo., 31. Januar 2022, 20:00 Uhr in Amsterdam |   |          |           |
| Kasachstan                                   | – | Ukraine  | 3:5 (0:1) |
| Di., 1. Februar 2022, 17:00 Uhr in Amsterdam |   |          |           |
| Russland                                     | – | Georgien | 3:1 (0:0) |
| Di., 1. Februar 2022, 20:00 Uhr in Amsterdam |   |          |           |
| Spanien                                      | – | Slowakei | 5:1 (3:0) |

### Halbfinale
|                                              |   |          |           |
| Fr., 4. Februar 2022, 17:00 Uhr in Amsterdam |   |          |           |
| Ukraine                                      | – | Russland | 2:3 (1:2) |
| Fr., 4. Februar 2022, 20:00 Uhr in Amsterdam |   |          |           |
| Portugal                                     | – | Spanien  | 3:2 (0:2) |

### Spiel um Platz 3
|                                              |   |         |           |
| So., 6. Februar 2022, 14:30 Uhr in Amsterdam |   |         |           |
| Spanien                                      | – | Ukraine | 4:1 (2:1) |

### Finale
| Portugal                                                                          | Portugal | Russland | Russland |
| --------------------------------------------------------------------------------- | --- | --- | -------- |
| Portugal                                                                          | \| Finale \| \| So., 6. Februar 2022, 17:30 Uhr in Amsterdam (Ziggo Dome) \| \| Ergebnis: 4:2 (1:2) \| \| Schiedsrichter: Juan Cordero Gallardo / Alejandro Martínez Flores (beide Spanien) \| \| Spielbericht \| | \| Finale \| \| So., 6. Februar 2022, 17:30 Uhr in Amsterdam (Ziggo Dome) \| \| Ergebnis: 4:2 (1:2) \| \| Schiedsrichter: Juan Cordero Gallardo / Alejandro Martínez Flores (beide Spanien) \| \| Spielbericht \|                                           | Russland |
| Portugal                                                                          | André Sousa – Erick, João Matos , Bruno Coelho, Pany Varela Bank: Edu (TW), André Coelho, Tomás Paço, Afonso Jesus, Fábio Cecílio, Zicky Té, Miguel Ângelo, Tiago Brito, Pauleta Cheftrainer: Jorge Braz          | Dmitri Putilow – Artjom Antoschkin, Iwan Tschischkala, Daniil Dawidow, Andrej Afanasijew Bank: Georgi Samtaradse (TW), Iwan Milowanow, Sergei Abramow , Artjom Nijasow, Sergei Abramowitsch, Anton Sokolow, Paulinho, Nando Cheftrainer: Sergei Skorowitsch | Russland |
| Portugal                                                                          | 1:2 Tomás Paço (19.) 2:2 Putilow (27., Eigentor) 3:2 André Coelho (32.) 4:2 Pany Varela (40.) | 0:1 Sokolow (10.) 0:2 Afanasijew (13.) | Russland |
| Portugal                                                                          | Pauleta (19.), André Coelho (33.), Tomás Paço (37.) | Sokolow (20.), Afanasijew (33.) | Russland |
| Finale                                                                            | | |          |
| So., 6. Februar 2022, 17:30 Uhr in Amsterdam (Ziggo Dome)                         | | |          |
| Ergebnis: 4:2 (1:2)                                                               | | |          |
| Schiedsrichter: Juan Cordero Gallardo / Alejandro Martínez Flores (beide Spanien) | | |          |
| Spielbericht                                                                      | | |          |